# (1660) Wood
(1660) Wood ist ein Asteroid des Asteroidengürtels, der am 7. April 1953 von Jacobus Albertus Bruwer in Johannesburg entdeckt wurde.
Er ist nach dem Astronomen Harry Edwin Wood (1881–1946) benannt.